# Боари Сен Мартен
Боари Сен Мартен (фр. Boiry-Saint-Martin) насеље је и општина у североисточној Француској у региону Север-Па д Кале, у департману Па де Кале која припада префектури Арас.
По подацима из 2011. године у општини је живело 285 становника, а густина насељености је износила 81,43 становника/km². Општина се простире на површини од 3,5 km². Налази се на средњој надморској висини од 80 метара (максималној 122 m, а минималној 79 m).

## Демографија
| 1962. | 1968. | 1975. | 1982. | 1990. | 1999. | 2011. |
| ----- | ----- | ----- | ----- | ----- | ----- | ----- |
| 284   | 289   | 289   | 276   | 275   | 281   | 285   |

График промене броја становника у току последњих година